# 薩頓定律
薩頓定律（Sutton's law）描述在醫學診斷時，先考慮較明顯、較可能確認的項目。因此應該針對最可能確認的項目進行測試。在醫學院中會教導學生調整給病人的檢查項目，讓一些比較簡單或可以快速檢查的檢查先進行，避免不必要的開支。在藥學上，當選擇藥物來治療疾病時，也有類似的觀點。薩頓定律也可以用於工程診斷，像是電腦程式的除錯等。電腦輔助診斷可以提供統計上及量化的資訊。
更深入的分析會考慮偽陽性的比率，以及一些較不常進行的診斷出現較嚴重結果的機率。另一個原則是在進行複雜及昂貴的測試前，先進行較簡易的測試，因此由床邊測試改為血液測試，先進行簡單的影像檢查（像超音波）再進行複雜的檢查（如核磁共振）。此法則也可以用在資源有限下的優先測試，因此需先處理一些較容易治療的案例，而不是先處理較不容易治療的案例。
薩頓定律得名於銀行搶匪威廉·弗朗西斯·薩頓，據說他在回答搶銀行的原因時回覆：「因為錢就在這裡。」不過在萨顿在1976年出版的回憶錄《錢在哪裡》否認說過上述的話。還有一句格言意思和此類似：「當聽到後面有馬蹄聲時，要想可能是匹馬，而不要想可能是斑馬。」